# Forrestal-klass
Forrestal-klass var en fartygsklass bestående av fyra hangarfartyg byggda för amerikanska flottan. Det första fartyget i klassen namngavs efter James V. Forrestal som var USA:s första försvarsminister 1947–1949 och tidigare marinminister 1944-1947.
Forrestal-klassen har benämnts som de första "superhangarfartygen" (engelska: Supercarrier), då de hade högt tonnage, flygplanshissar i ytterkanterna samt var utrustade med vinklat flygdäck från första början.
Det första fartyget i klassen togs i tjänst 1955 och det sista fartyget togs ur tjänst 1998. Fartyget stod länge avställda i reserv, förhoppningar fanns att någon skulle sparas som museifartyg, men samtliga fyra skrotades i Brownsville, Texas mellan 2014 och 2017.

## Fartyg

### USSForrestal(CV-59)

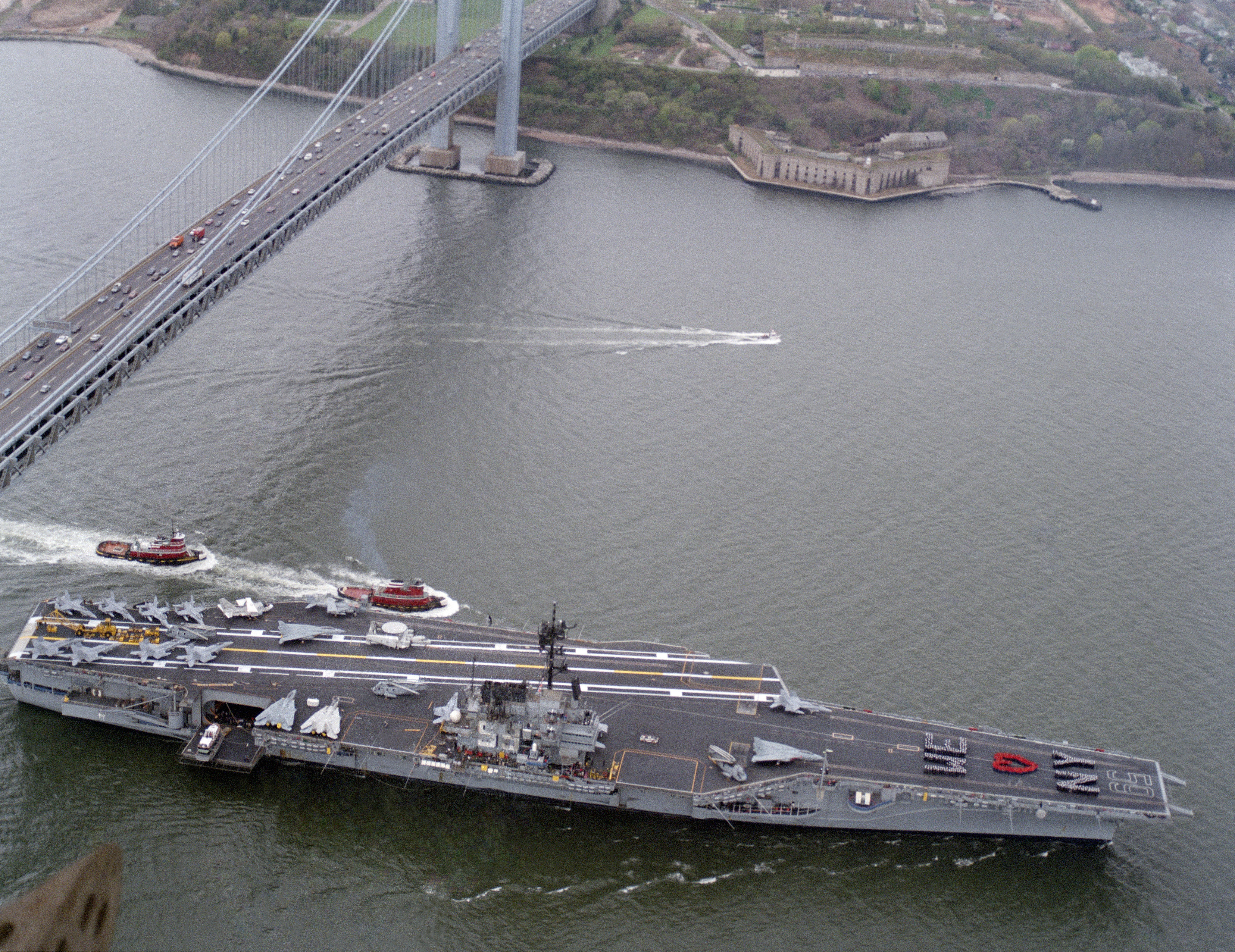
USS Forrestal passerar under Verrazzano-Narrows Bridge vid inloppet till New York vid dess ankomst till Fleet Week 1989.

Påbörjad: 14 juli 1952, Sjösatt: 11 december 1954, Tagen i tjänst: 1 oktober 1955, Avrustad: 11 september 1993, Skrotad: 2014

### USSSaratoga(CV-60)

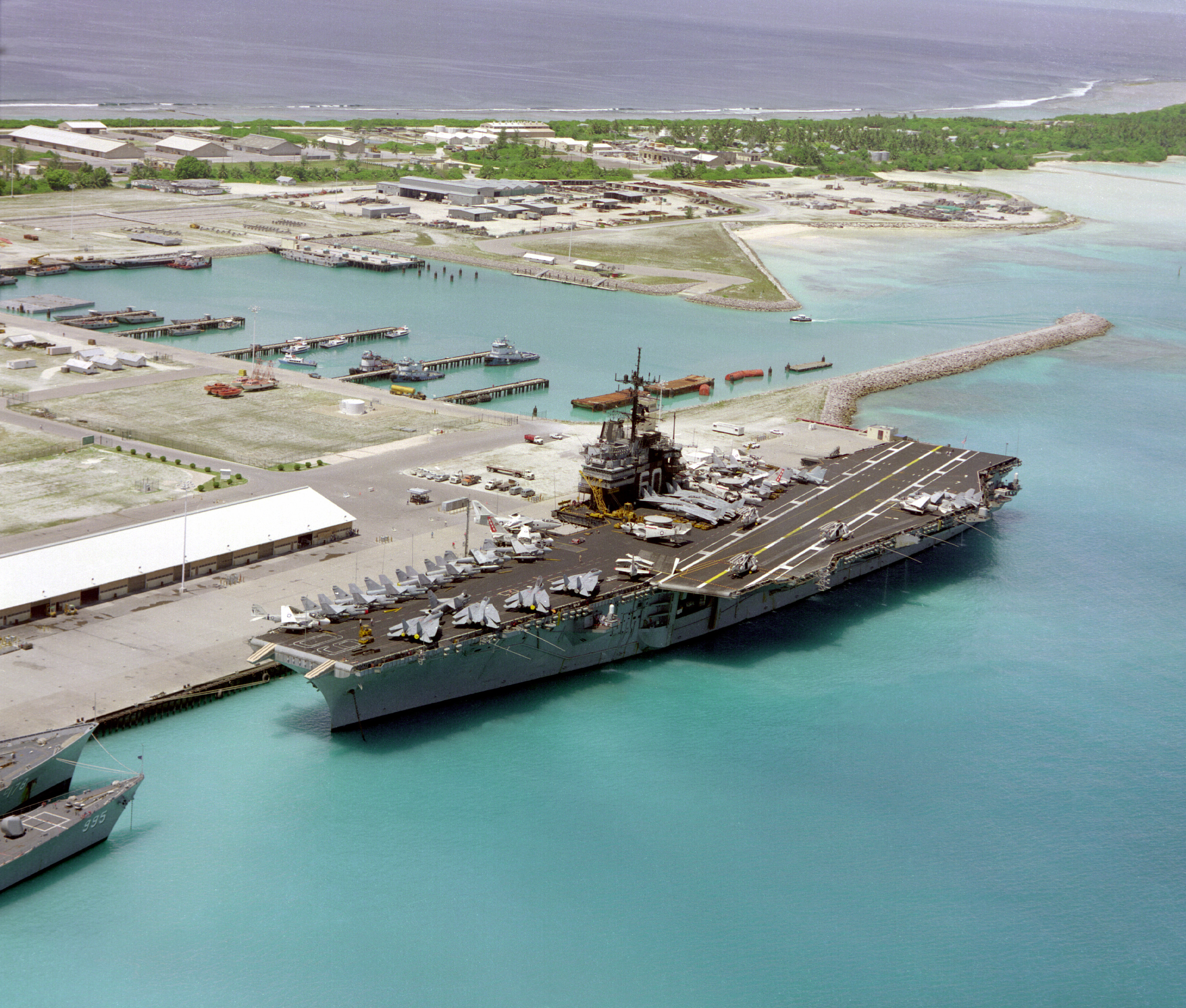
USS Saratoga vid kaj på Diego Garcia i Indiska oceanen, 16 december 1985.

Påbörjad: 16 december 1952, Sjösatt: 8 oktober 1955, Tagen i tjänst: 14 april 1956, Avrustad: 20 augusti 1994, Skrotad: 2014

### USSRanger(CV-61)

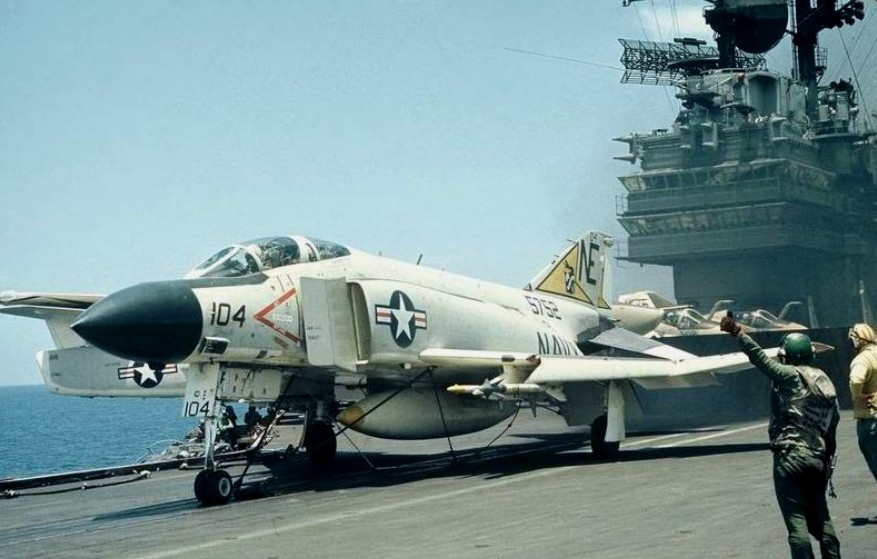
En F-4J Phantom II redo för katapultstart ombord på USS Ranger utanför Vietnams kust, någon gång mellan 1970 och 1971.

Påbörjad: 2 augusti 1954, Sjösatt: 29 september 1956, Tagen i tjänst: 10 augusti 1957, Avrustad: 10 juli 1993, Skrotad: 2014

### USSIndependence(CV-62)

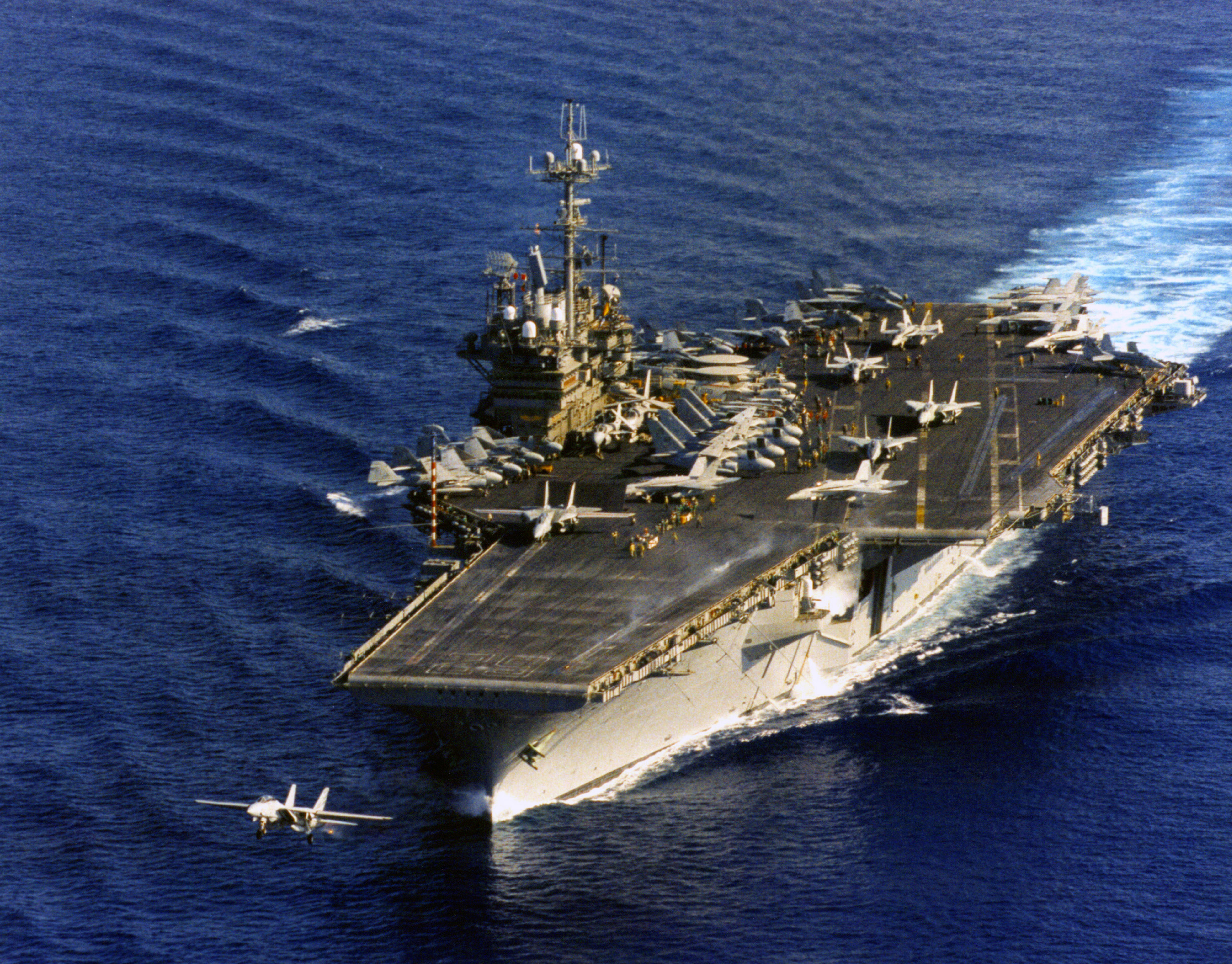
USS Independence till sjöss i Stilla havet. I förgrunden syns en F-14 Tomcat som nyss katapultstartat. Bild tagen 10 mars 1996.

Påbörjad: 1 juli 1955, Sjösatt: 11 december 1954, Tagen i tjänst: 10 januari 1959, Avrustad: 30 september 1998, Skrotad: 2015